# Farman (vliegtuigbouwer)

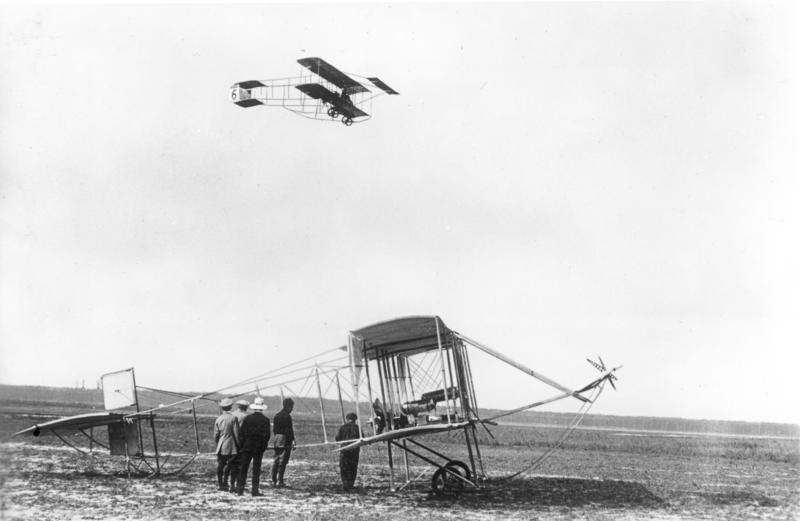
Farman III (1910)

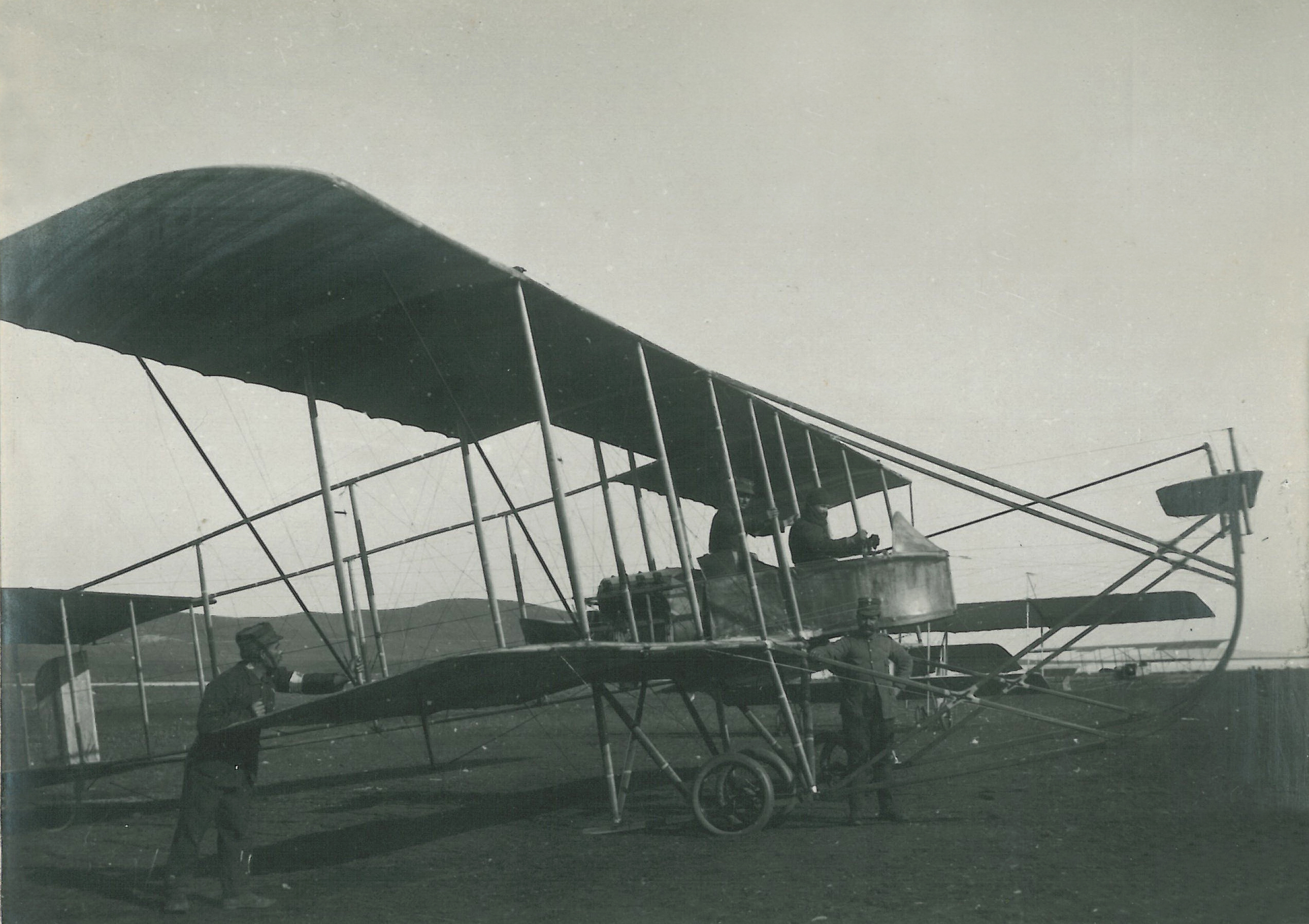
MF.7 Longhorn, bij Preveza (1912)

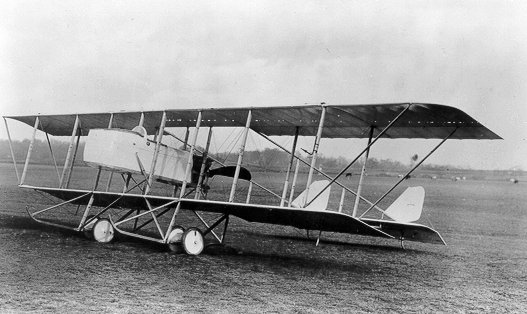
MF.11 Shorthorn

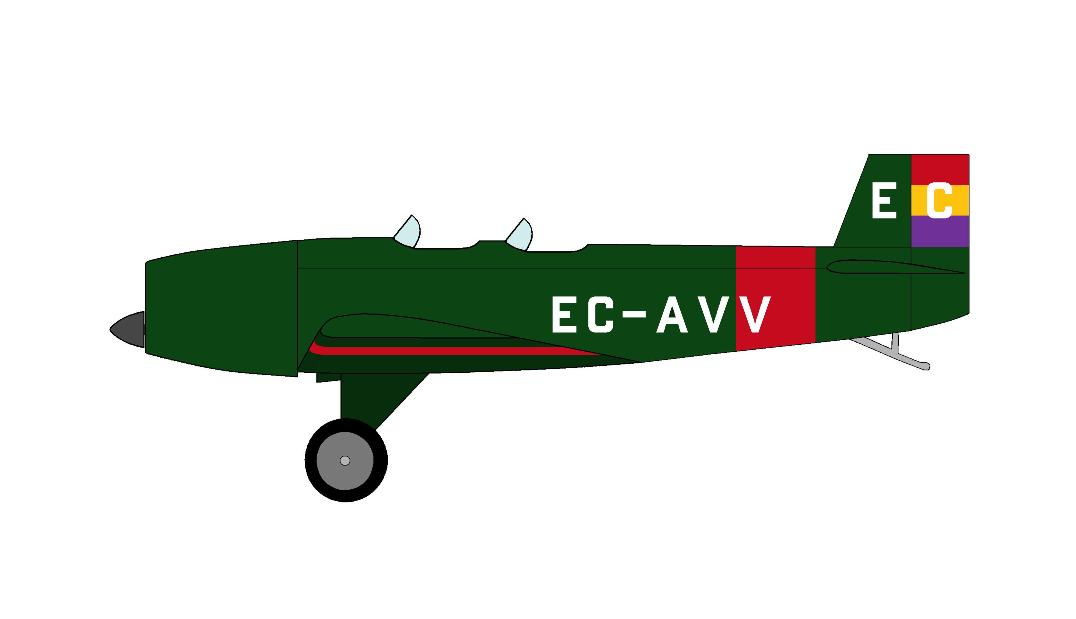
Farman F.354 (1937)

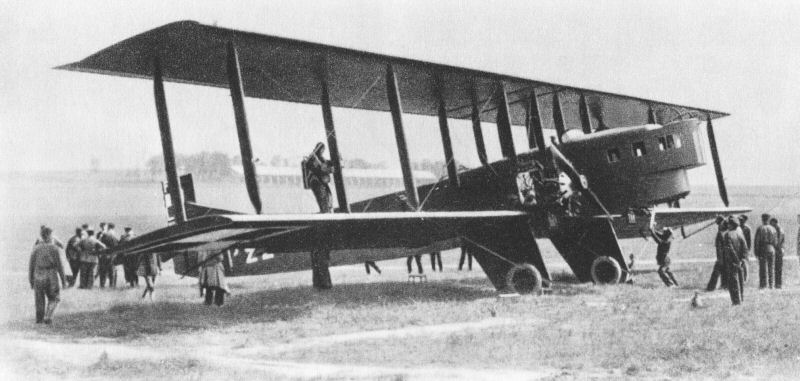
De F.60 Goliath (1919)

Farman is een Franse vliegtuigbouwer opgericht door de broers Henri Farman en Maurice Farman. 
In 1908 richtte Henri Farman een vliegtuigfabriek op. Zijn meest succesvolle vliegtuig was de Farman III. Een jaar later begon zijn broer Maurice ook met de bouw van vliegtuigen. De vliegtuigen hadden als type-aanduiding de letters HF, naar Henri, of MF naar Maurice. In 1912 werden de krachten gebundeld en openden zij in januari een fabriek in Billancourt. De vliegtuigen kregen als type-aanduiding een F van Avions M. et F. Farman. In 1913 kwam ook de derde broer, Dick Farman, bij het bedrijf en werd het omgedoopt tot Farman Frères. Zij ontwierpen en bouwde vliegtuigen tussen 1908 en 1936. Tijdens de nationalisatie en reorganisatie van Franse luchtvaartindustrie werd Farman aan de Société Nationale de Constructions Aéronautiques du Centre (SNCAC) toegevoegd.
In 1941 richten de Farman broers het bedrijf opnieuw op, maar nu onder de naam Société Anonyme des Usines Farman (SAUF), maar drie jaar later alweer werd dit bedrijf opgeslokt door Sud-Ouest. In 1952 werd de SAUF nog een keer opgericht, maar nu door de zoon van Maurice Farman, Marcel Farman. Dit keer werd de SAUF opgeheven in 1956.
Meer dan 200 verschillende types vliegtuigen werden door de Farman broers gebouwd tussen 1908 en 1941.

## Lijst van vliegtuigen
- Farman III
- Farman IV
- Farman XV
- Farman HF.20
- Farman F.30
- Farman F.31
- Farman F.40 Horace Farman
- Farman F.50
- Farman F.51
- Farman F.60 Goliath
- Farman F.70
- Farman F.121 Jabiru
- Farman F.166
- Farman F.180 Oiseau Bleu
- Farman F.190
- Farman F.222
- Farman F.230
- Farman F.271
- Farman F.402
- Farman F.430 Alize
- Farman HF.27
- Farman M.F.7 Longhorn
- Farman M.F.11 Shorthorn
- Farman NC.470